# Атентат на Индиру Ганди
Атентат на индијску премијерку Индиру Ганди је извршен у 9:29 ујутру, 31. октобра 1984, у њеној резиденцији у Њу Делхију. Убили су је њени телохранитељи, сики Сатвант Синг и Беант Синг у знак освете због операције Плава звезда. Операција Плава звезда је била операција Индијске војске изведена између 1. и 8. јуна 1984, по наређењу Индире Ганди, како би се сикијски милитантни вођа Џарнаил Синг Биндранвале и његове оружане присталице уклониле из зграда комплекса Хармандир Сахиб у Амрицару, у Панџабу. У сукобима је оштећен трон Акал такт, што је повредило верска осећања сика.